# Tom Morello
Thomas Baptiste Morello (New York, 30 maggio 1964) è un chitarrista, cantautore e attivista statunitense.
È noto soprattutto per essere il chitarrista dei Rage Against the Machine e degli Street Sweeper Social Club, e in passato degli Audioslave. È anche autore del progetto folk The Nightwatchman.

## Biografia
Nasce ad Harlem, un quartiere di Manhattan (New York), il 30 maggio 1964, ma cresce a Libertyville (nell'Illinois).
Sua madre, Mary Morello, è un'attivista statunitense di origini piemontesi ed irlandesi, cofondatrice del Parents for Rock and Rap, un'associazione contro la censura. Il bisnonno materno, Nicolao Morello, era un talentuoso pianista per i film muti dell'epoca. Suo padre, Ngethe Njoroge, è un diplomatico keniano di etnia kikuyu, militante del movimento nazionalista Mau-Mau e, successivamente, eletto come primo delegato delle Nazioni Unite in Kenya, nonché nipote del politico Jomo Kenyatta, ispiratore dello stesso movimento Mau-Mau e primo presidente eletto del Kenya.
Nel 1986 Morello si laurea con lode all'Università di Harvard nel campo delle scienze politiche.
Il 24 luglio 2023, Morello riceve la cittadinanza onoraria dal comune di Pratiglione, durante una festa in cui gli vengono consegnate anche le chiavi della città e gli viene dedicato un monumento a forma di chitarra.

## Carriera

### Rage Against the Machine e Audioslave
Terminati gli studi, Morello si trasferisce a Los Angeles, in California, con l'intenzione di creare o entrare in una band. Già durante il periodo scolastico aveva suonato in un gruppo chiamato Electric Sheep con Adam Jones, uno dei futuri componenti dei Tool.
Nel 1988 Morello entra nei Lock Up e pubblica un album con la Geffen Records, prima che il gruppo si sciolga. In seguito, Morello assieme a Brad Wilk (che aveva conosciuto a un'audizione dei Lock Up) decide di creare una nuova band. Nello stesso periodo conosce Zack de la Rocha in un locale di Los Angeles, dove si stava esibendo in alcune canzoni hip hop. L'arrivo di de la Rocha e del suo amico Tim Commerford sancisce nel 1991 la nascita dei Rage Against the Machine. Il gruppo diventa ben presto famoso, e Morello e de la Rocha si guadagnano entrambi fama mondiale.
Nel 2000 de la Rocha lascia i Rage Against the Machine e i tre componenti rimasti creano un nuovo gruppo chiamato Audioslave che vede come cantante Chris Cornell, in passato cantante dei Soundgarden. Nel 2008 insieme a Boots Riley, front man dei The Coup, ha avviato il progetto Street Sweeper Social Club.

### Altre attività
Agli inizi degli anni duemila Morello ha fondato il movimento attivista Axis of Justice insieme al cantante Serj Tankian dei System of a Down.
Nel 2011 il chitarrista ha suonato nel remix del brano Gate 21 di Tankian presente nell'EP di quest'ultimo Imperfect Remixes. L'anno successivo partecipa all'album di Bruce Springsteen Wrecking Ball suonando gli assoli nei brani Jack of All Trades e This Depression.
A gennaio 2013 è stato annunciato che nel mese di marzo Morello si unirà temporaneamente a Bruce Springsteen e alla sua E Street Band nelle tappe australiane del Wrecking Ball World Tour. Morello sostituirà lo storico chitarrista della E Street Band Steven Van Zandt, che sarà impegnato nel frattempo con le riprese del telefilm Lilyhammer in Norvegia.
Tom Morello ha fatto da comparsa nel film Iron Man: nella scena nella quale Tony Stark scappa dai terroristi lui è uno dei due soldati che viene travolto da un'esplosione. È inoltre apparso nel film Star Trek - L'insurrezione e nell'episodio Il buon pastore della serie Star Trek: Voyager.
Nel 2013 collabora con Ramin Djawadi, suonando in quattro brani della colonna sonora di Pacific Rim, e con Bruce Springsteen per l'album di quest'ultimo, High Hopes, uscito nel gennaio 2014. Nel corso del 2014 Morello ha collaborato con i Linkin Park alla realizzazione del brano Drawbar, presente in The Hunting Party. Nel 2016 collabora con i Knife Party alla realizzazione del singolo Battle Sirens.
Il 12 ottobre 2018 esce il suo album da solista The Atlas Underground.
Nel 2023 è uscito il singolo Gossip dei Måneskin, in cui Morello figura come artista ospite. Il brano è stato presentato dal vivo dai due artisti in occasione del Festival di Sanremo 2023.

## Stile musicale
Tom Morello è famoso per il suo particolare stile con la chitarra, con la quale unisce riff rock, heavy metal e funk con sonorità hip hop. Un'altra caratteristica che lo rende inconfondibile è l'elevato uso di ritardi temporali, armonizzazioni, modulazioni, distorsioni e fenomeni di feedback che gli permettono di trasformare radicalmente il suono della sua chitarra.
Tuttavia non si tratta di un risultato ottenuto mediante sofisticate apparecchiature e/o campionamenti audio. Lo stesso Morello ha infatti più volte affermato che alla base del suo sound c'è soprattutto fantasia e inventiva. Ciò è dimostrato anche dalle sue molteplici esibizioni live dove lo si può vedere maneggiare uno switch (da lui utilizzato in modo massiccio) per creare un effetto simile al tremolo oppure appostarsi davanti all'amplificatore per creare del feedback, che poi modella con la whammy bar (Sleep Now in the Fire), oppure ancora estrarre il jack dalla chitarra e portarlo a contatto con le corde (Testify).
Nonostante le sue sonorità elaborate, Tom Morello usa un basso numero di effetti. Durante la sua attività nei Rage Against the Machine aveva a disposizione un Dunlop Crybaby, un Digitech Whammy, un Boss Digital Delay e un DOD EQ pedal (usato soprattutto per accentuare i suoi assoli), e un Flanger Ibanez. Da quando è negli Audioslave, ha aggiunto anche un Tremolo Boss (udibile in Like a Stone) e ha sostituito il flanger con un MXR Phase 90 (Getaway Car). L'amplificazione è affidata a un Marshall JCM800 da 50 watt associato a una cassa Peavey 4x12.

## Discografia

### Da solista
Album in studio
- 2018 – The Atlas Underground
- 2021 – The Atlas Underground Fire
- 2021 – The Atlas Underground Flood

EP
- 2020 – Comandante
- 2021 – The Catastrophists EP

### Con i Lock Up
- 1989 – Something Bitchin' This Way Comes

### Con i Rage Against the Machine
- 1992 – Rage Against the Machine
- 1996 – Evil Empire
- 1999 – The Battle of Los Angeles
- 2000 – Renegades

### Con gli Audioslave
- 2002 – Audioslave
- 2005 – Out of Exile
- 2006 – Revelations

### Con i The Nightwatchman
- 2007 – One Man Revolution
- 2008 – The Fabled City
- 2011 – Union Town
- 2011 – World Wide Rebel Songs

### Con la Street Sweeper Social Club
- 2009 – Street Sweeper Social Club
- 2010 – The Ghetto Blaster EP

### Con i Prophets of Rage
- 2016 – The Party's Over (EP)
- 2017 – Prophets of Rage

### Collaborazioni
- 1993 – Run DMC – Down with the King (chitarra in Big Willie)
- 1994 – AA.VV. – Kiss My Ass: Classic Kiss Regrooved (chitarra in Calling Dr. Love; accreditato come Shand's Addiction)
- 1996 – KRS-One – Rappaz R.N. Dainja (Chain Me to the Gear Remix) (singolo)(chitarra, basso e batteria)
- 1997 – The Prodigy – Smack My Bitch Up (chitarra in No Man Army)
- 1998 – Puff Daddy – Come with Me (singolo) (basso)
- 1999 – Primus – Antipop (chitarra in Electric Uncle Sam, Mama Didn't Raise No Fool e Power Mad)
- 1999 – Perry Farrell – Rev (chitarra in Rev)
- 2000 – Atari Teenage Riot – Rage (singolo) (chitarra)
- 2000 – AA.VV. – Loud Rocks (chitarra in Wu-Tang Clan Ain't Nothing to F*** Wit)
- 2001 – The Crystal Method – Tweekend (chitarra in Name of the Game)
- 2002 – The Crystal Method – Community Service (chitarra in Wild, Sweet and Cool (Static Revenger Mix))
- 2003 – Johnny Cash – Unearthed (chitarra nel disco 3: Redemption Songs)
- 2004 – AA.VV. – Axis of Justice: Concert Series - Volume 1 (chitarra in Where the Streets Have No Name, Alice in My Fantasies, Until the End, Get Up, Stand Up, Union Song, Chimes of Freedom, Jeffrey Are You Listening?, The Road I Must Travel, 5 Million Ways to Kill a CEO)
- 2006 – Anti-Flag – For Blood and Empire (chitarra in Depleted Uranium Is a War Crime)
- 2006 – Nina Gordon – Bleeding Heart Graffiti (chitarra in Don't Let Me Down)
- 2006 – The Coup – Pick a Bigger Weapon (chitarra in Captain Sterling's Little Problem)
- 2009 – Steve Earle – Townes
- 2009 – Outernational – Eyes on Fire (chitarra in Fighting Song)
- 2010 – Cypress Hill – Rise Up (chitarra in Rise Up e Shut 'Em Down)
- 2011 – AA.VV. - Note of Hope: A Celebration of Woodie Guthrie (presente con il brano Ease My Revolutionary Mind)
- 2011 – Robbie Robertson – How to Become Clairvoyant (chitarra solista in Axeman)
- 2011 – Serj Tankian – Imperfect Remixes (chitarra in Goodbye - Gate 21 (Rock Remix))
- 2011 – Travis Barker – Give the Drummer Some (chitarra in Carry It)
- 2012 – Bruce Springsteen – Wrecking Ball (chitarra in Jack of All Trades e This Depression)
- 2012 – Steve Jablonsky – Battleship (Original Motion Picture Soundtrack) (presente con i brani Super Battle e Thug Fight)
- 2012 – Pete Seeger & Lorre Wyatt – A More Perfect Union (chitarra e voce)
- 2013 – John Fogerty – Wrote a Song for Everyone (chitarra in Wrote a Song for Everyone)
- 2013 – Rise Against – Long Forgotten Songs: B-Sides & Covers 2000-2013 (chitarra in The Ghost of Tom Joad)
- 2013 – Ramin Djawadi – Pacific Rim - Original Motion Picture Soundtrack (chitarra in Pacific Rim, Jaeger Tech, Go Big Or Go Extinct e No Pulse)
- 2014 – Linkin Park – The Hunting Party (chitarra in Drawbar)
- 2014 – Bruce Springsteen – High Hopes (chitarra in High Hopes, Harry's Place, American Skin (41 Shots), Just Like Fire Would, Heaven's Wall, Hunter of Invisible Game, The Ghost of Tom Joad)
- 2015 – Raury – All We Need (chitarra in Friends)
- 2015 – Anti-Flag – American Spring (chitarra in Without End)
- 2015 – AA.VV. – Immortal Randy Rhoads - The Ultimate Tribute (chitarra in Crazy Train con Serj Tankian, Rudy Sarzo e Vinny Appice)
- 2015 – Ike Reilly – Born of Fire (chitarra in Paradise Lane)
- 2016 – Knife Party – Battle Sirens (singolo) (chitarra)
- 2017 – Chuck Berry – Chuck (chitarra in Big Boys)
- 2018 – Ice Cube – Everythang's Corrupt (chitarra in Everythangs Corrupt)
- 2018 – Samuel – Dove scappi (chitarra; tratto dalla colonna sonora del film Una vita spericolata)
- 2020 – Ozzy Osbourne – Ordinary Man (chitarra in Scary Little Green Men)
- 2020 – 5 Seconds of Summer – Calm (chitarra in Teeth)
- 2023 – Måneskin – Rush! (chitarra in Gossip)
- 2023 – Alice Cooper – Road (chitarra in White Line Frankenstein)
- 2023 – Babymetal – chitarra in Metalí!!
- 2024 – Sheryl Crow – Evolution (chitarra in Evolution)
- 2024 – Def Leppard – chitarra in Just like '73
- 2024 – MC5 – chitarra in Heavy Lifting